# Port Talbot Town Football Club
El Port Talbot Town Football Club (en galés: Clwb Pêl Droed Port Talbot) es un club de fútbol de Gales, con sede en Port Talbot. Fue fundado en 1901 y compite en la South Wales Alliance Premier League, cuarta categoría del fútbol galés.
Fundado en 1901, como Port Talbot Athletic, permaneció en las divisiones regionales del fútbol galés hasta que la Asociación de Fútbol de Gales creó una liga propia. El club debutó en la Premier League galesa en la temporada 2000-01.

## Historia
En 1901 se fundó el Port Talbot Athletic, un equipo de fútbol amateur de la ciudad industrial de Port Talbot. Sus primeros partidos los disputó en la liga regional de Swansea, y se mantuvo en esa competición hasta el año 1926. Posteriormente pasó por categorías inferiores galesas, que hasta esa fecha estaban dentro de la estructura de fútbol de Inglaterra. Al término de la Segunda Guerra Mundial, el club cambió su nombre por el actual, Port Talbot Town.
Port Talbot permaneció en las divisiones inferiores galesas hasta 1956/57, cuando ascendió a la máxima categoría regional. El club sólo duró un año en esa competición, y no volvió a disputarla hasta una década después. En 1983/84 fue incluido en una nueva División Nacional de Gales, todavía dentro del esquema de fútbol inglés, en la que permaneció hasta la temporada 1990/91.
En 1992 la Asociación de Fútbol de Gales creó en 1992 su propio esquema de liga con el nacimiento de la Premier League de Gales, y Port Talbot Town partió desde la segunda categoría. Con dificultades, el club no llegó a la Premier League hasta la temporada 1999/2000. Después de un periodo de consolidación en la categoría, Port Talbot Town firmó la tercera posición en la temporada 2009/10, que le dio derecho a disputar la UEFA Europa League por primera vez en toda su historia. El club cayó en primera ronda de la competición contra el TPS Turku finlandés.

## Estadio
Port Talbot Town disputa sus partidos como local en Victoria Road, conocido por razones de patrocinio como Genquip Stadium. El campo tiene una capacidad de 1000 asientos, aunque el aforo asciende a los 3.000 espectadores si se permiten las localidades de pie. Su mayor asistencia fue en un amistoso contra el Swansea City, al que acudieron más de 2400 personas.

## Participación en competiciones europeas
| Temporada | Competición   | Ronda | Club      | Cómputo global | Ida     | Vuelta  |
| --------- | ------------- | ----- | --------- | -------------- | ------- | ------- |
| 2010/11   | Europa League | 1Q    | TPS Turku | 1-7            | 1-3 (F) | 0-4 (C) |